# Lauren Roy
Lauren Roy (* 25. September 2000) ist eine irische Leichtathletin, die sich auf den Sprint spezialisiert hat.

## Sportliche Laufbahn
Erste internationale Erfahrungen sammelte Lauren Roy im Jahr 2019, als sie bei den Halleneuropameisterschaften in Glasgow mit 7,62 s in der ersten Runde im 60-Meter-Lauf ausschied. 2021 erreichte sie mit der irischen 4-mal-100-Meter-Staffel das Finale bei den U23-Europameisterschaften in Tallinn, kam dort aber nicht ins Ziel. Im Jahr darauf schied sie mit der Staffel bei den Weltmeisterschaften in Eugene mit 44,48 s im Vorlauf aus. Zudem begann sie ein Studium an der University of Texas at San Antonio in den Vereinigten Staaten. 2023 wurde sie bei der 3. Liga der Team-Europameisterschaft im Rahmen der Europaspiele in Chorzów in 11,82 s Dritte über 100 Meter hinter der Österreicherin Magdalena Lindner und Alessandra Gasparelli aus San Marino. 2025 wurde sie bei der 2. Liga der Team-Europameisterschaft in Maribor in 23,32 s Vierte im A-Lauf über 200 Meter und wurde mit der 4-mal-100-Meter-Staffel in 43,97 s Dritte hinter den Teams aus Belgien und Dänemark. Anschließend schied sie bei den World University Games in Bochum mit 24,07 s im Halbfinale über 200 Meter aus.

## Persönliche Bestleistungen
- 100 Meter: 11,43 s (+1,2 m/s), 17. Mai 2025 in Arlington
  - 60 Meter (Halle): 7,39 s, 2. Februar 2019 in Abbotstown
- 200 Meter: 23,27 s (+1,5 m/s), 19. April 2025 in Waco
  - 200 Meter (Halle): 23,54 s, 1. März 2025 in Spokane